# Ann Hughes
Ann Hughes (ur. 21 stycznia 1960 w Crosby) – brytyjska judoczka. Uczestniczka turnieju pokazowego na igrzyskach w Seulu 1988, gdzie zajęła piąte miejsce w wadze lekkiej.
Złota medalistka mistrzostw świata w 1986, srebrna w 1989, brązowa w 1987 i siódma w 1984; uczestniczka zawodów w 1980 i 1982. Startowała w Pucharze Świata w 1989. Złota medalistka igrzysk Wspólnoty Narodów w 1986 i brązowa w 1990 roku, gdzie reprezentowała Anglię. Zdobyła dziewięć medali mistrzostw Europy w latach 1984 - 1988. 

## Letnie Igrzyska Olimpijskie 1988
| Konkurencja | Eliminacje           | Eliminacje         | Finały                 | Klas. końcowa |
| Konkurencja | Przeciwnik I         | 1/2                | o 3. miejsce           | Miejsce       |
| ----------- | -------------------- | ------------------ | ---------------------- | ------------- |
| 56 kg       | Eve Trivella (USA) Z | Liu Guizhu (CHN) P | Regina Philips (FRG) P | 5.            |